# Bolgheri rosato
Il Bolgheri rosato è un vino DOC la cui produzione è consentita nel comune di Castagneto Carducci (LI).

## Caratteristiche organolettiche
- colore: rosato.
- odore: vinoso di profumo delicato.
- sapore: asciutto, armonico.

## Produzione
Provincia, stagione, volume in ettolitri
- Livorno  (1990/91)  893,2
- Livorno  (1991/92)  1055,6
- Livorno  (1992/93)  890,4
- Livorno  (1993/94)  1236,2